# فرودگاه آرتور
فرودگاه آرتور (به انگلیسی: Arthur Airport) یک فرودگاه همگانی بهره‌برداری هوایی است که یک باند فرود چمن دارد و طول باند آن ۹۴۵ متر است. این فرودگاه در کشور ایالات متحده آمریکا قرار دارد و در ارتفاع ۲۹۷ متری از سطح دریا واقع شده‌است.